# Blues to the Bush
Blues to the Bush — шостий концертний альбом англійської групи The Who, який був випущений у квітні 2000 року.

## Композиції
1. I Can't Explain - 2:37
2. Substitute - 3:16
3. Anyway, Anyhow, Anywhere - 4:08
4. Pinball Wizard - 2:56
5. My Wife - 7:54
6. Baba O'Riley - 5:27
7. Pure and Easy - 6:06
8. You Better You Bet - 5:39
9. I'm a Boy - 2:55
10. Getting in Tune - 5:09
11. The Real Me - 4:03
12. Behind Blue Eyes - 3:46
13. Magic Bus - 9:19
14. Boris the Spider - 2:35
15. After the Fire - 4:49
16. Who Are You - 6:32
17. 5:15 - 8:35
18. Won't Get Fooled Again - 8:53
19. The Kids Are Alright - 2:16
20. My Generation - 9:20

## Склад
- Роджер Долтрі — вокал
- Джон Ентвістл — бас гітара, бек-вокал;
- Кенні Джонс — ударні
- Піт Таунсенд — гітара, синтезатори, фортепіано